# Gelbflügel-Erzschwebfliege

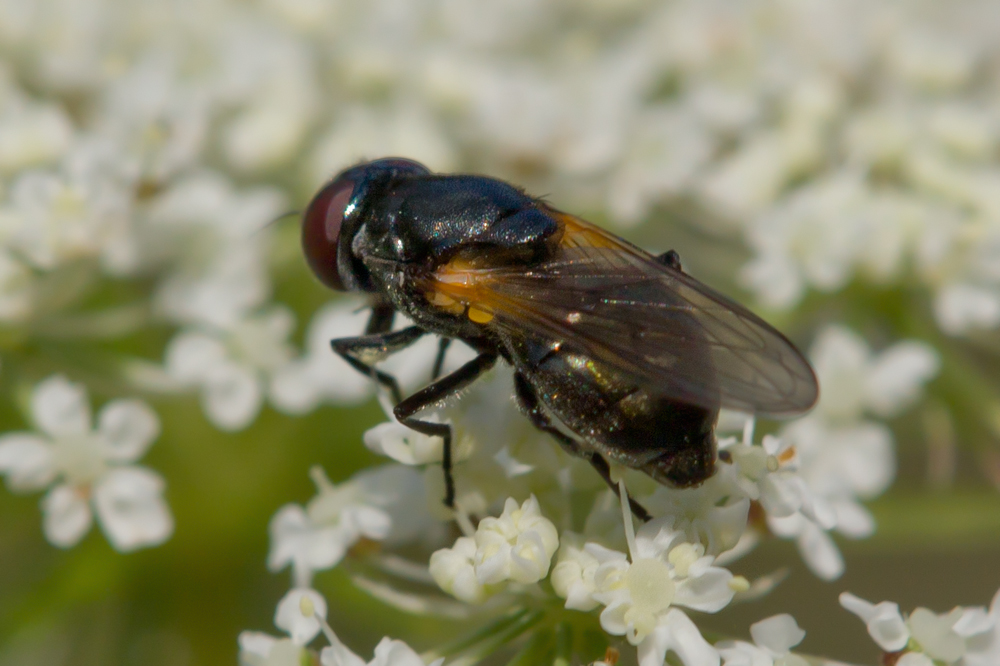
Die gelbe Flügelbasis dient als Erkennungsmerkmal und ist Teil der deutschen Benennung dieser Fliege

Die Gelbflügel-Erzschwebfliege (Cheilosia impressa) ist eine Fliege aus der Familie der Schwebfliegen (Syrphidae). Die Gattung Cheilosia mit ihren 445 bislang beschriebenen Arten ist an Wälder, meist feuchte Laubwälder gebunden.

## Merkmale
Die Gelbflügel-Erzschwebfliege ist eine kleine dunkle Art mit einer Körperlänge von 6 bis 8 mm. Der gesamte Kopf ist schwarz, nur die Fühler heben sich schwarzbraun hervor. Das Schildchen sowie das Mesonotum sind schwarz behaart und punktiert. Der Schildrand ist zudem schwarz beborstet. Am Hinterleib sind helle und dunkle Haare zu erkennen. Ein wichtiges Erkennungsmerkmal ist die gelbe Flügelbasis. Die Beine sind ebenfalls schwarz. Zusammen mit Cheilosia schnabli verfügt diese Art über eine knopfförmige Ausbuchtung an den Außenseiten der Vorderhüfte, was ein einzigartiges Erkennungsmerkmal unter den Europäischen Cheilosia Arten darstellt. Eine Verwechslungsgefahr besteht unter Umständen mit der größeren Art Gelbe Weißdornschwebfliege (Myolepta luteola), die aber einen gut erkennbaren flächigen Farbverlauf von gelb nach schwarz auf dem Hinterleib besitzt.

## Vorkommen
Sie ist in Europa, Sibirien und Ostasien verbreitet. In Europa kommt sie von der Ebene bis zum Gebirge vor, dort in Laubwald, morastig-sumpfige Niederungen, montanen Wiesen und Grünlandbestände bis über 2000 m Höhe.

## Lebensweise
Die Imagines fliegen meist in einer Höhe von 2 bis 5 m. Sie sind Blütenbesucher vor allem an Doldenblütlern, aber auch an Disteln, Hahnenfuß und Storchschnabelgewächsen. Die Larven ernähren sich phytophag in den Wurzelausläufern, Stängeln und Blattstielen von Kletten oder Kunigundenkraut (Wasserdost).